# Маццаро, Алессия
Алессия Маццаро (итал. Alessia Mazzaro; род. 19 сентября 1998, Традате, провинция Варесе, область Ломбардия, Италия) — итальянская волейболистка, центральная блокирующая. Чемпионка Европы 2021.

## Биография
Профессиональная карьера Алессии Маццаро началась в 2012 году в фарм-команде волейбольного клуба из Монцы — «Чистеллум ди Чизлаго» (с 2013 — «Про Виктория» Монца/Чизлаго), выступавшей в серии В2 чемпионата Италии. С 2015 выступала уже преимущественно за основной состав — «Саугелла» (Монца), с которым выиграла чемпионат в серии А2. В 2016 перешла в «Лардини Филоттрано», а с 2018 на протяжении сезона выступала за «Савино Дель Бене» из Скандиччи. С 2019 играла за команду «Реале Мутуа Фенера» (Кьери), с 2023 — за «Иль Бизонте Фиренце», а с 2024 выступает за «Игор Горгондзолу» (Новара),
В 2015—2016 выступала за юниорскую и молодёжную сборные Италии, а в 2021 дебютировала в главной национальной команде страны в розыгрыше Лиги наций. В том же году в составе сборной Италии выиграла «золото» чемпионата Европы.

### Клубная карьера
- 2012—2014 —  «Чистеллум ди Чизлаго» (Чизлаго);
- 2014—2015 —  «Про Виктория» (Монца/Чизлаго);
- 2015—2016 —  «Саугелла» (Монца);
- 2016—2018 —  «Лардини Филоттрано» (Филоттрано);
- 2018—2019 —  «Савино Дель Бене» (Скандиччи);
- 2019—2023 —  «Реале Мутуа Фенера» (Кьери);
- 2023—2024 —  «Иль Бизонте Фиренце» (Сан-Кашано-ин-Валь-ди-Пеза);
- 2024—2025 —  «Игор Горгондзола» (Новара);
- с 2025 —  «Барточчини» (Перуджа).

## Достижения

### Со сборными Италии
- чемпионка Европы 2021.
- чемпионка мира среди девушек 2015.

### Клубные
- бронзовый призёр чемпионата Италии 2019.
- победитель розыгрыша Кубка ЕКВ 2025
- победитель розыгрыша Кубка вызова ЕКВ 2023.